# Beech Hill
Beech Hill är en ort och en civil parish i Storbritannien.   Den ligger i kommunen West Berkshire i riksdelen England, i den södra delen av landet, 60 km väster om huvudstaden London. Antalet invånare är 294. Arean är 4,7 kvadratkilometer.
Terrängen i Beech Hill är mycket platt.